# Criterio de Raabe
El criterio de Raabe permite determinar la convergencia de series de términos reales positivos. Fue definido por el matemático suizo Joseph Ludwig Raabe. 

## Enunciado formal
Sea  una sucesión tal que {\displaystyle (a_{k})_{k\in \mathbb {N} }}{\displaystyle a_{k}>0}{\displaystyle \forall k\in \mathbb {N} }. Si existe el límite
{\displaystyle \lim _{k\rightarrow \infty }k\left(1-{\frac {a_{k+1}}{a_{k}}}\right)=L}, con {\displaystyle L\,\in \,\mathbb {R} }
entonces, si {\displaystyle L>1} la serie es convergente y si {\displaystyle L<1} la serie es divergente